# Bahnhof Yoshioka-Kaitei
Der Bahnhof Yoshioka-Kaitei (jap. 吉岡海底駅, Yoshioka-Kaitei-eki) ist ein ehemaliger Bahnhof in Japan. Er befindet sich an der Kaikyō-Linie, auf dem Gemeindegebiet von Fukushima in der Präfektur Hokkaidō – genauer im Seikan-Tunnel, dem zweitlängsten Eisenbahntunnel der Welt. Unter dem Meeresgrund der Tsugaru-Straße gelegen, war er der tiefstgelegene Bahnhof der Welt. Nachdem er von 1988 bis 2006 fahrplanmäßig von Zügen bedient wurde, dient er seither weiterhin als Notausstieg.

## Beschreibung
Sein Name weist darauf hin, dass sich der Tunnelbahnhof unter dem Meeresgrund (海底, kaitei) befindet – knapp vor der Küste der Tsugaru-Straße beim Ort Yoshioka, der zur Gemeinde Fukushima auf der Matsumae-Halbinsel gehört. Er ist neben Tappi-Kaitei einer von zwei Bahnhöfen im 1988 eröffneten Seikan-Tunnel. Mit einer Tiefe von 149,5 m unter dem Meeresspiegel war er während seiner 18-jährigen Betriebsdauer der weltweit tiefstgelegene Bahnhof.
Bei Bränden und anderen Notfällen können hier weiterhin Shinkansen-Züge anhalten und Fahrgäste evakuiert werden. Durch Querschläge ist der Bahntunnel alle 40 m mit dem parallel verlaufenden Servicetunnel verbunden. Über diesen gelangen die Fahrgäste zunächst zu einem Sammelraum und danach zu einem 500 Personen fassenden Feuerschutzraum, von wo aus sie zu Fuß durch einen Rettungsschacht an die Oberfläche gebracht werden können. Abluftventilatoren, Videoüberwachung, Infrarot-Brandmelder und Sprinkleranlagen sichern die Anlage zusätzlich.

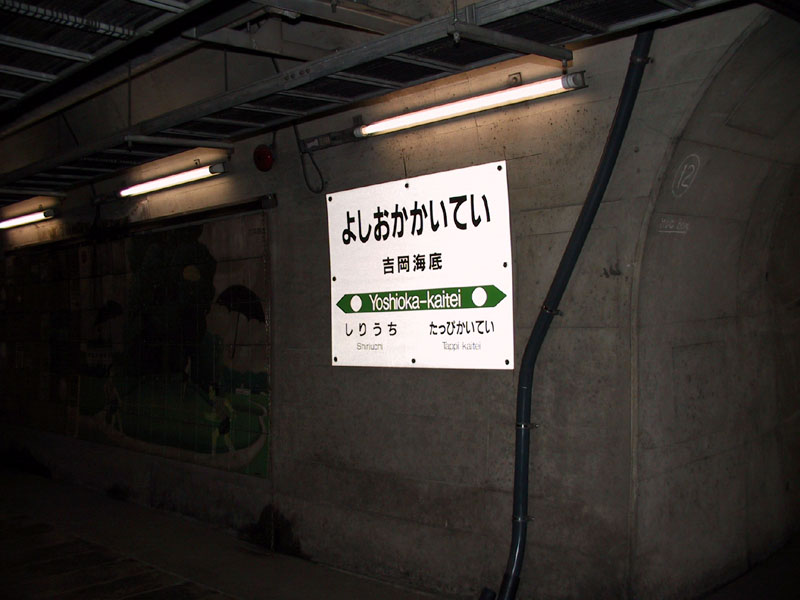
Stationsschild der Station Yoshioka-Kaitei (Juli 2002)

## Geschichte
Der Bahnhof wurde am 13. März 1988 eröffnet, zusammen mit der Kaikyō-Linie und dem Seikan-Tunnel. Zwar hielten hier Schnellzüge nach Fahrplan, doch konnten Fahrgäste im Normalbetrieb nicht nach Yoshioka gelangen. Hingegen bestand nach Voranmeldung die Möglichkeit, im Rahmen eines geführten Rundgangs eine kleine Ausstellung über Funktion und Bau des Tunnels sowie angrenzende Räume zu besichtigen. Ein- und Ausstieg waren jeweils nur von einem Wagen aus möglich.
2005 begann der Bau der Schnellfahrstrecke Hokkaidō-Shinkansen, deren Trasse teilweise mit jener der Kaikyō-Linie identisch ist. Es fiel der Beschluss, den Bahnhof Yoshioka-Kaitei während der Bauzeit als Materiallager zu nutzen. Ab dem Fahrplanwechsel vom 18. März 2006 hielten hier nur noch vereinzelte Sonderzüge, letztmals am 23. März 2013. Die formelle Stilllegung erfolgte schließlich am 15. März 2014. Anschließend passte man Gleise und Sicherheitsmaßnahmen den Shinkansen-Spezifikationen an. Dazu gehörte das Abmontieren der 84 cm schmalen Seitenbahnsteige, da sie sonst die Durchfahrt der Hochgeschwindigkeitszüge behindert hätten.